# كيرون بويي
كيرون بويي (بالإنجليزية: Kieron Bowie)‏ هو لاعب كرة قدم بريطاني في مركز الهجوم، ولد في 21 سبتمبر 2002 في كيركالدي في المملكة المتحدة. شارك مع منتخب اسكتلندا تحت 19 سنة لكرة القدم ومنتخب اسكتلندا تحت 21 سنة لكرة القدم. أما مع النوادي، فقد لعب مع ريث روفرز ونادي فولهام.

## وصلات خارجية
- كيرون بويي على موقع قاعدة بيانات كرة القدم.إي يو (الإنجليزية)
- كيرون بويي على موقع Soccerbase.com (لاعب) (الإنجليزية)
- كيرون بويي على موقع Soccerway.com (الإنجليزية)